# Olho da Terra
Olho da Terra é uma minissérie brasileira produzida pela RecordTV, e exibida entre 10 de março e 21 de março de 1997 em dez episódios. Teve autoria de Ronaldo Ciambroni e direção-geral de Atílio Riccó, e contou com Valéria Alencar, Gerson Brenner e Arlete Montenegro nos papéis principais.

## Enredo
A trama começa em 1972 na Fazenda Lagoinha Bonita, onde o rico fazendeiro Joel se entrega à paixão proibida pela humilde camponesa Rosa, uma de suas funcionárias, a qual culmina no nascimento da filha bastarda dos dois, Branca. A amarga Sara, mulher do fazendeiro, descobre a traição e, para não correr o risco de perder a boa vida para uma mulher tida por ela como inferior, manda matar Rosa após o parto. Passados 25 anos, Branca se tornou uma moça doce e bela – que, sem que ninguém saiba a verdade, acredita ser filha de Galinzé – mas que sofre pelas humilhações e maus tratos feitos por Sara. Não tarda para que ela se apaixone por Marcelo, filho de Joel e tragicamente seu meio-irmão, o que causa desespero em Sara ao perceber que suas ações poderiam causar um relacionamento incestuoso.
Para barrar o interesse dos dois e garantir que a vida de Branca se torne o pior possível, Sara destila todo seu arsenal de maldades e armações. A chegada do bondoso Nuno na fazenda, no entanto, mudará para sempre o destino e o coração de Branca.

## Elenco
| Ator                  | Personagem               |
| --------------------- | ------------------------ |
| Valéria Alencar       | Branca dos Anjos         |
| Gérson Brenner        | Nuno de Castro           |
| Alexandre Frota       | Marcelo Fagundes Alencar |
| Arlete Montenegro     | Sara Fagundes Alencar    |
| Roberto Pirillo       | Joel Fagundes Alencar    |
| Paulo de Almeida      | Galinzé dos Anjos        |
| Solange Couto         | Conceição (Ceição)       |
| César Pezzuoli        | Alberto                  |
| Marcelo Médici        | Marco                    |
| Márcia Real           | Aparecida                |
| Cleide Eunice Queiroz | Joana                    |
| Wilma de Aguiar       | Elizângela               |
| Zilda Mayo            | Gina                     |
| Camila Giovanni       | Carina                   |
| Márcio Cabral         | Francisco                |
| Débora Figueiredo     | Anete                    |
| Adalton Santos        | Angelo                   |
| Adriano Ferreira      | Frederico                |
| Magaly Bragália       | Selma                    |
| Jorge Marcondes       | Bruno                    |
| Carlos Meceni         | Marcel                   |
| José do Pinho         | Sandoval                 |
| Cláudio Zorzato       | Tadeu                    |

### Participações especiais
| Ator          | Personagem     |
| ------------- | -------------- |
| Aldine Müller | Rosa dos Anjos |